# Pertti Pesonen
Pertti Antero Pesonen, född 22 april 1930 i Tammerfors, död 29 januari 2005 i Kangasala, var en finländsk statsvetare och tidningsman. 
Pesonen blev student 1948, politices magister 1953, politices licentiat 1957 och politices doktor (primus) i Helsingfors 1961. Han var docent vid Åbo universitet 1961–1965, professor i allmän statslära vid Tammerfors universitet 1966–1971, innehade motsvarande befattning vid Helsingfors universitet 1972–1979 och var chefredaktör för Aamulehti i Tammerfors 1980–1990. Han verkade på 1960- och 1970-talen i flera repriser som gästprofessor vid olika amerikanska universitet. 
Pesonen behandlade de finländska väljarnas beteende vid allmänna val i stort antal vetenskapliga arbeten, bland annat Valitsijamiesvaalien ylioppilasäänestäjät (1959) och Valtuutus kansalta (1965, engelsk översättning An Election in Finland, 1968). Till en internationell publik riktade sig arbetet Dynamic Finland: the Political System and the Welfare State (2002, tillsammans med Olavi Riihinen).